# Cinais
Cinais és un municipi francès, situat al departament de l'Indre i Loira i a la regió de Centre – Vall del Loira. L'any 2007 tenia 433 habitants.

## Demografia

### Població
El 2007 la població de fet de Cinais era de 433 persones. Hi havia 184 famílies, de les quals 46 eren unipersonals (27 homes vivint sols i 19 dones vivint soles), 54 parelles sense fills, 69 parelles amb fills i 15 famílies monoparentals amb fills.
La població ha evolucionat segons el següent gràfic:
Habitants censats

### Habitatges
El 2007 hi havia 222 habitatges, 180 eren l'habitatge principal de la família, 32 eren segones residències i 10 estaven desocupats. 220 eren cases i 2 eren apartaments. Dels 180 habitatges principals, 137 estaven ocupats pels seus propietaris, 41 estaven llogats i ocupats pels llogaters i 2 estaven cedits a títol gratuït; 1 tenia una cambra, 15 en tenien dues, 33 en tenien tres, 52 en tenien quatre i 79 en tenien cinc o més. 159 habitatges disposaven pel capbaix d'una plaça de pàrquing. A 78 habitatges hi havia un automòbil i a 91 n'hi havia dos o més.

### Piràmide de població
La piràmide de població per edats i sexe el 2009 era:
| Homes | Edats   | Dones |
| ----- | ------- | ----- |
| 0     | 95 o +  | 0     |
| 0     | 90 a 94 | 0     |
| 0     | 85 a 89 | 4     |
| 4     | 80 a 84 | 4     |
| 0     | 75 a 79 | 0     |
| 12    | 70 a 74 | 8     |
| 20    | 65 a 69 | 8     |
| 8     | 60 a 64 | 16    |
| 8     | 55 a 59 | 8     |
| 4     | 50 a 54 | 16    |
| 8     | 45 a 49 | 0     |
| 24    | 40 a 44 | 28    |
| 20    | 35 a 39 | 20    |
| 24    | 30 a 34 | 12    |
| 16    | 25 a 29 | 24    |
| 12    | 20 a 24 | 4     |
| 12    | 15 a 19 | 12    |
| 32    | 10 a 14 | 12    |
| 20    | 5 a 9   | 20    |
| 12    | 0 a 4   | 8     |

## Economia
El 2007 la població en edat de treballar era de 286 persones, 212 eren actives i 74 eren inactives. De les 212 persones actives 194 estaven ocupades (106 homes i 88 dones) i 19 estaven aturades (6 homes i 13 dones). De les 74 persones inactives 27 estaven jubilades, 28 estaven estudiant i 19 estaven classificades com a «altres inactius».

### Ingressos
El 2009 a Cinais hi havia 194 unitats fiscals que integraven 478,5 persones, la mediana anual d'ingressos fiscals per persona era de 17.119 €.

### Activitats econòmiques
Dels 16 establiments que hi havia el 2007, 1 era d'una empresa alimentària, 5 d'empreses de construcció, 2 d'empreses de comerç i reparació d'automòbils, 1 d'una empresa de transport, 1 d'una empresa d'hostatgeria i restauració, 1 d'una empresa d'informació i comunicació, 1 d'una empresa immobiliària, 2 d'empreses de serveis i 2 d'entitats de l'administració pública.
Dels 6 establiments de servei als particulars que hi havia el 2009, 3 eren guixaires pintors, 2 lampisteries i 1 restaurant.
Dels 2 establiments comercials que hi havia el 2009, 1 era una botiga de menys de 120 m² i 1 una joieria.
L'any 2000 a Cinais hi havia 14 explotacions agrícoles que ocupaven un total de 240 hectàrees.

## Equipaments sanitaris i escolars
El 2009 hi havia una escola elemental integrada dins d'un grup escolar amb les comunes properes formant una escola dispersa.

## Poblacions més properes
El següent diagrama mostra les poblacions més properes.